# الجمعية الامريكية للسكري
جمعية السكري الأمريكية (بالإنجليزية: American Diabetes Association)‏ هي منظمة غير ربحية مقرها الولايات المتحدة وتسعى إلى تثقيف الجمهور حول مرض السكري ومساعدة المتضررين منه من خلال تمويل الأبحاث لإدارة وعلاج ومنع مرض السكري (بما في ذلك مرض السكري من النوع الأول والسكري من النوع الثاني وأثناء الحمل). تعتبر شبكة من 565000 متطوع تضم 20000 متخصص في الرعاية الصحية وموظف إداري.